# Medicamento genérico
Um medicamento genérico  é um medicamento com a mesma substância ativa, forma farmacêutica, dosagem e com a mesma indicação farmacológica que o medicamento de marca o qual foi baseado, chamado "medicamento de referência", sem no entanto apresentar nome comercial. A relação com o medicamento de referência é principalmente por serem intercambiáveis entre si, ou seja, a troca do medicamento de referência pelo genérico é possível, e vice e versa.
É mais barato porque os fabricantes de genéricos, ao produzirem medicamentos após ter terminado o período de proteção de patente dos originais, não precisam investir em pesquisas e refazer os estudos clínicos que dão cobertura aos efeitos colaterais. Dado que os custos inerentes à investigação e descoberta de novos medicamentos já foram realizados pela indústria que primeiramente obteve a patente, os medicamentos genéricos podem ser vendidos a um preço mais baixo e com a mesma qualidade do medicamento original, cujo fabricante detinha a patente do princípio ativo.
Ademais, medicamentos genéricos não podem apresentar marca, nome de referência ou nome fantasia. Apenas o nome do princípio ativo pode ser comunicado. Têm preços, no mínimo, 35% menores que os medicamentos de referência. E, no Brasil, existem também medicamentos genéricos de uso controlado (medicamentos a base de substâncias sujeitas a controle especial das autoridades sanitárias).

## Medicamentos genéricos no Brasil

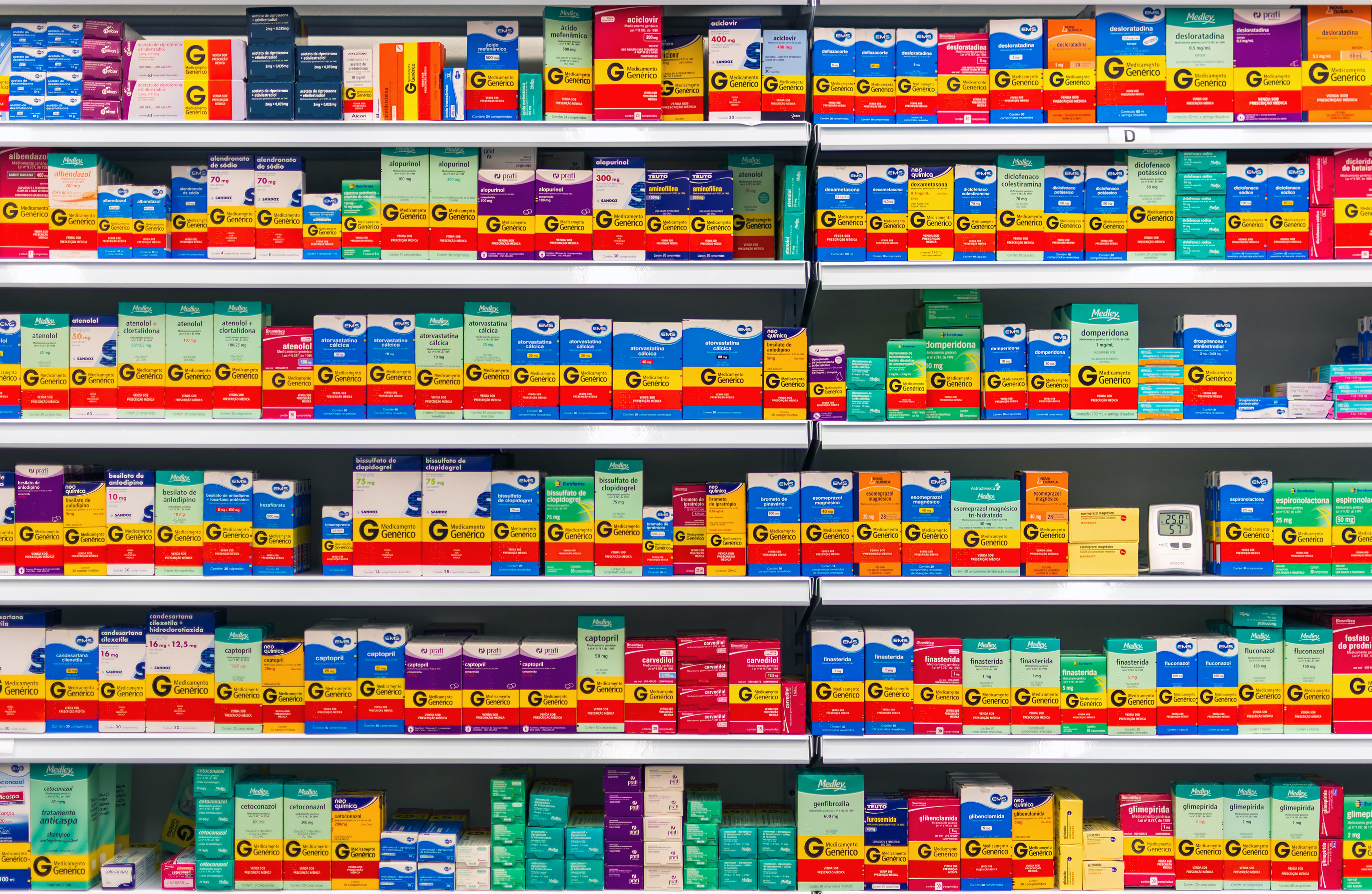
Os medicamentos genéricos brasileiros são identificados por sua característica tarja amarela com uma letra "G" impressa na embalagem

O acesso à saúde é assegurado pela Constituição Federal de 1988 como um direito fundamental e engloba tudo o que contribui para acesso universal e igualitário à saúde, incluindo a assistência farmacêutica.Com a necessidade de garantir tais direitos, a partir de 1990, junto do surgimento do Sistema Único de Saúde (SUS) começaram as primeiras medidas em direção à uma política de medicamentos genéricos no Brasil, com o reconhecimento de sua importância para a redução de custos.  A história da legislação genéricos no Brasil iniciava-se pelo então Deputado Federal Eduardo Jorge em 1991, que apresentou o Projeto de Lei 2.022, que planejava remover marcas comerciais dos medicamentos.
Em 5 de abril de 1993, o presidente Itamar Franco baixou o Decreto nº 793 que garantiu importantes mudanças, como a denominação do componente ativo (denominação genérica) nas embalagens dos medicamentos em tamanho maior que a marca.  Além, da presença obrigatória de um farmacêutico nas farmácias e do fracionamento das embalagens de medicamentos em quantidades definidas. Nesse mesmo ano (1993), surgiu a Denominação Comum Brasileira (DBC) e a Nomenclatura Comum do Mercosul (NMC). 
Em 1999, os medicamentos genéricos foram efetivamente introduzidos no Brasil, durante o governo de Fernando Henrique Cardoso, sendo  José Serra o Ministro da Saúde, através da Lei 9.787, de 10 de fevereiro do mesmo ano, autorizando a comercialização, por qualquer laboratório, de medicamentos cujas patentes estivessem expiradas. As embalagens deveriam ser padronizadas, mostrando uma tarja amarela e um grande "G" de Genérico e os seguintes dizeres:

Medicamento Genérico - Lei 9.787/99". extenso o nome do princípio ativo. 
Antes disso, no período entre 1976 e 1999, as próprias empresas fabricantes definiam o medicamento de referência para o registro de similares, sem a necessidade de comprovação de equivalência terapêutica, e podendo ter registros e dosagens diferentes, fazendo com que diversos fármacos com propriedades idênticas fossem registrados como medicamentos diferentes . Essa desregulação, compôs a atmosfera de diversas falsificações de medicamentos, prioritariamente no final dos anos 90, fator não só nacional, como internacional, a exemplo da epidemia de opioides no Estados Unidos, que inspirou a série da Netflix “Império da Dor”. Assim, houve uma lacuna entre a formulação de medidas que geravam um novo padrão na lógica de desenvolvimento dos medicamentos no Brasil, em 1993 e, a real efetivação das ideias, em 1999, com a criação da ANVISA e a publicação da Lei dos genéricos. 
Nesse sentido, a necessidade de tornar o mercado dos medicamentos seguro, junto ao reconhecimento da importância dos genéricos, inspirou a Política Nacional de Medicamentos (PNM), que foi importante na determinação das diretrizes que organizam a vigilância sanitária e a assistência farmacêutica, além da divulgação dos medicamentos genéricos. Essas medidas políticas foram importantes para estimular a concorrência comercial, melhorar a qualidade dos fármacos, aquecer a indústria e facilitar o acesso da população aos tratamentos, além de fomentar seu uso racional. 

#### Acesso aos medicamentos genéricos pelo SUS- O exemplo dos antirretrovirais
Paralelamente aos movimentos sanitaristas ocorridos no período de 1970 a 1990 e à Constituição de 1988, a luta pelo acesso universal aos medicamentos tinha como uma das pautas principais a distribuição gratuita de antirretrovirais pelo Sistema Único de Saúde, devido a epidemia de HIV/Aids.  O Art. 1º da Lei nº 9.313, de 13 de novembro de 1996, conhecido também como “Lei Sarney”, implantou o acesso gratuito aos medicamentos necessários para o tratamento dos portadores do Vírus da Imunodeficiência Humana e da Síndrome da Imunodeficiência Adquirida.
Entre 1990 e 1996, a produção de antirretrovirais pelos laboratórios nacionais- públicos e privados- era possibilitada pelo fato de o Brasil não reconhecer patentes na lei de propriedade industrial. No entanto, no ano de 1996, a Lei n°9.279/96 (Lei de Propriedade Industrial) foi criada, concedendo obrigatoriamente patentes às indústrias dentro do setor farmacêutico, devido aos acordos internacionais nos quais o Brasil estaria inserido, através da Organização Mundial do Comércio (OMC) e do Trade- Related Aspects of Intellectual Property Rights (TRIPS). Assim, a produção de medicamentos pelo SUS e pelas farmacêuticas brasileiras foi dificultada e a compra de fármacos, encarecida.
Além disso, houve uma fragilização dos laboratórios farmacêuticos brasileiros, pelo fato de o Brasil não ter adotado algumas das flexibilidades oferecidas pelo TRIPS, abrindo espaço para a entrada de multinacionais no território brasileiro. Nesse contexto, o Ministério da Saúde passou a comprar medicamentos patenteados por empresas estrangeiras, ao mesmo tempo que continuava produzindo os medicamentos em laboratórios brasileiros, a fim de garantir o oferecimento de medicamentos antirretrovirais pelo Sistema Único de Saúde de forma contínua e universal para a população, sem desabastecimentos.
O país, ainda, adotou em sua lei de propriedade industrial um meio de regulamentação e concessão de patentes no Brasil, com três possibilidades de uso flexível de fármacos patenteados, sem a necessidade de concessão de direitos pelo titular da propriedade intelectual, os quais são: Exceção Bolar, Licença Compulsória e Importação Paralela. Assim, tais meios podem ser aplicados hoje, com a finalidade de produzir medicamentos com um menor custo para a população no país e de evitar a prática de cobranças abusivas por medicamentos.

## Medicamentos genéricos em Portugal
Idealmente, os medicamentos genéricos têm a mesma qualidade, eficácia e segurança a um preço muito inferior ao medicamento original (até 35% mais baratos do que o medicamento de referência).[carece de fontes?] [carece de fontes?] Quanto à perspectiva económica, eram comparticipados em mais 10% que os restantes medicamentos, no entanto em 2005 essa bonificação foi retirada.
Os medicamentos genéricos são identificados pela Denominação Comum Internacional (DCI) das substâncias ativas constantes na patente, seguida do nome do titular da Autorização de Introdução no Mercado (AIM) ou de um nome de fantasia, da dosagem e da forma farmacêutica e da sigla «MG», inserida na embalagem exterior do medicamento.